# نادية جمال
نادية جمال (1937  - 1990 )، ممثلة وراقصة شرقية مصرية، من أصل يوناني.

## عن حياتها
إسمها الحقيقي ماريا كاريداس ولدت في الأسكندرية بمصر لأب يوناني وأم أيطالية، وقد بدأت الرقص وهي في سن ال15 من عمرها، اكتشفها الفنان فريد الأطرش. وعملت في عروض الرقص بملاهي القاهرة وأختار فريد الأطرش اسم «نادية جمال» لتكون البديلة للراقصة الشرقية سامية جمال، عادت إلى الظهور في بيروت وعملت في السينما اللبنانية والسينما الهندية ايضًا وذلك مع الممثل شامي كابور. توفيت عام 1990 وذلك بعد أصابتها في مرض السرطان.

## أعمالها
- 1. مسك وعنبر فيلم 1973
- 2. القدر فيلم 1972
- 3. من الخاطئ فيلم 1970
- 4. صقر العرب فيلم 1968
- 5. وداعا يا لبنان فيلم 1968
- 6. ايدك عن مراتي فيلم 1968 رقصة العرس- ضيفة شرف
- 7. الغرفة رقم (7) فيلم 1966
- 8. موال فيلم 1966 ناديا
- 9. بيروت صفر 11 فيلم 1966
- 10. الصبا والجمال فيلم 1965
- 11. غارو فيلم 1965
- 12. الشريدان فيلم 1965
- 13. ليالي الشرق فيلم 1965
- 14. حسناء البادية فيلم 1964
- 15. أفراح الشباب فيلم 1964
- 16. عتاب فيلم 1964
- 17. إزاي أنساك فيلم 1956 لوزة
- 18. زنوبه فيلم 1956 الراقصة في العرس
- 19. أحلام الربيع فيلم 1955
- 20. قلبي يهواك 1955
- 21. عهد الهوى فيلم 1955
- 22. قلوب الناس فيلم 1954
- 23. رسالة غرام فيلم 1954
- 24. طريق السعادة فيلم 1953
- 25. كواكب فيلم

## روابط خارجية
- نادية جمال على موقع IMDb (الإنجليزية)
- نادية جمال على موقع الدهليز
- نادية جمال على موقع قاعدة بيانات الأفلام العربية
- نادية جمال على موقع ديسكوغز (الإنجليزية)